# Лёгкие крейсера типа «Агано»
Лёгкие крейсера типа «Агано» (яп. 阿賀野型軽巡洋艦 Agano gata kei jun-yōkan) — тип лёгких крейсеров японского императорского флота. Официально во флоте классифицированы как крейсера II ранга (яп. 二等巡洋艦 nitō jun-yōkan). Всего построено 4 единицы — «Агано» (阿賀野), «Носиро» (能代), «Яхаги» (矢矧), «Сакава» (酒匂). Рассматривались как лидеры минных дивизий. Последняя серия японских флагманских минных дивизий крейсеров («Оцу-джун» ― «Крейсера B»; 水雷戦隊旗艦用軽巡洋艦(乙巡)).

## История создания
Японский Императорский флот принял за стандарт использование лёгких крейсеров водоизмещением 5500 тонн в качестве флагманов соединений эскадренных миноносцев и подводных лодок, и многочисленные корабли этого класса, построенные сразу после Первой мировой войны использовались именно в этой роли. Тип Агано создавался в 1930-е годы в качестве замены стареющим кораблям типов Тэнрю, Кума и Нагара. Более крупные, чем предыдущие типы лёгких крейсеров, Агано были быстрее, но имели более слабую защиту и имели большую площадь поражения артиллерийским огнём из-за своих размеров.

## Конструкция

### Корпус и компоновка
Распределение веса элементов выглядело следующим образом:
|                                            | Масса, т           | В процентах |
| ------------------------------------------ | ------------------ | ----------- |
| Корпус                                     | 2569,72 (2600,0)   | 32,55 %     |
| Броневая защита                            | 656,73 (640,0)     | 8,32 %      |
| Корабельное снаряжение                     | 332,76 (328,0)     | 4,21 %      |
| Комплектное оборудование (фиксированное)   | 153,13 (310 всего) | 1,94 %      |
| Комплектное оборудование (нефиксированное) | 279,95             | 3,55 %      |
| Вооружение                                 | 1125,19 (843,0)    | 14,25 %     |
| Энергетическая установка                   | 1829,53 (1835,0)   | 23,17 %     |
| Топливо (тяжёлое+лёгкое)                   | 981,0 (1090,0)     | 12,43 %     |
| Резервные запасы пресной воды              | 75,25 (154,0)      | 0,95 %      |
| Прочее                                     | 18,83 (93,0)       | 0,24 %      |
| Водоизмещение на испытаниях                | 7894,71 (7800,0)   | 100 %       |

Строительная перегрузка кораблей была минимальной, включая и вторую пару, несмотря на значительное усиление МЗА и установку радиолокационного оборудования изначально. Она варьировалось от 146 тонн на «Агано» до 185 тонн на «Сакава» (1,9 %—2,4 % от проектного водоизмещения на испытаниях в 7710 тонн), осадка при этом возросла на 2 и 8 см соответственно. В связи с этим представители типа имели неплохие показатели остойчивости. На испытаниях крейсера «Сакава» метацентрическая высота при нормальном водоизмещении в 7895 тонн составила 1,12 м, диапазон положительной остойчивости — 98,5°, возвышение центра тяжести над ватерлинией — 0,22 м. При полном водоизмещении в 8534 тонны эти показатели составляли 1,24 м, 104,8°, — 0,25 м соответственно. В состоянии порожнем (6288 тонн) они ухудшались до 0,52 м, 76,1°, 1,9 м; приём 311 тонн водяного балласта (6614 тонн) улучшал ситуацию — 0,71 м, 83,1°, 1,42 м. Период качки на испытаниях крейсера «Агано» составлял 12,1 сек при водоизмещении 7831 тонн и метацентрической высоте 1,01 м.

### Броневая защита
Броневая защита крейсеров рассчитывалась, исходя из необходимости прикрывать погреба и отсеки энергетической установки от прямых попаданий снарядов калибра 127 и 152 мм американских крейсеров и эсминцев.
Главный броневой пояс из плит CNC толщиной 60 мм прикрывал расположенные между 87 и 143 шпангоутами отсеки энергетической установки и генераторов, погреба авиабомб и глубинных бомб. Он имел длину 65,8 м, ширину 3,64 м, над ватерлинией при проектной осадке 5,63 м должен был возвышаться на 2,36 м. К его верхнему краю стыковалась броневая средняя палуба из плит CNC толщиной 20 мм. Спереди и сзади цитадель замыкалась 20-мм поперечными переборками, проходившими вниз вплоть до двойного дна.
Передняя и задняя группы погребов ГК были заключены в броневые коробки. Передняя (с 59 по 87 шпангоуты) включала в себя внутренний броневой пояс длиной 26,95 м и шириной 2,5 м, собиравшийся из плит CNC толщиной 55 мм под наклоном 15°, стыковавшийся сверху с 20-мм броневой нижней палубой из того же материала. Сзади она упиралась в поперечную переборку ЭУ, спереди замыкалась поперечной переборкой, собиравшейся из 25-мм плит CNC между нижней и трюмной палубами и 20-мм — от трюмной палубы и до двойного дна. Задняя (с 143 по 150 шпангоуты) также включала в себя внутренний броневой пояс длиной 6,2 м и шириной 2,5 м, собиравшийся из плит CNC толщиной 55 мм (но вертикальных, а не под наклоном), стыковавшийся сверху с 20-мм броневой нижней палубой. Спереди она упиралась в поперечную переборку отсеков ЭУ, сзади замыкалась поперечной переборкой из 20-мм плит CNC, проходившей вниз до двойного дна.
Опорные кольца 155-мм установок изготавливались из стали типа D и имели толщину 25 мм. Элеваторы орудий ГК, зенитных орудий и автоматов на высоту 1 м над уровнем нижней палубы защищались плитами CNC толщиной 50 мм по бортам и 25 мм спереди и сзади, выше — 10-мм листами стали D. Бомбовый элеватор на всём протяжении выше уровня средней палубы прикрывался 10-мм стали D.
Защита рулевой рубки включала 40-мм плиты из стали CNC в передней части, 20-мм плиты снизу и по бокам, 30-мм плиты сверху и 16-мм лист стали D сзади. Сходные шахты между мостиком и постами управления под броневой палубой прикрывались 8 мм стали D. Рулевое отделение защищалось по бортам 20-мм и 30-мм плитами CNC, спереди и сзади — 16-мм листами стали D, сверху — 20-мм плитами на средней палубе. Идущие к нему из машинных отделений кабели системы телеуправления были прикрыты 10-мм и 16-мм листами стали D. Дымоходы защищались листами стали D толщиной 16 мм на 0,75 м выше уровня средней палубы.
Конструктивная подводная защита крейсера в силу его ограниченной ширины исключала возможность установки броневых противоторпедных переборок и булей. Поэтому конструкторы полагались на развитое деление корпуса на водонепроницаемые отсеки. Двойное дно включало в себя 76 отсеков, пространство между ним и трюмной палубой — 152, между трюмной и нижней палубами — 64. 33 водонепроницаемых отсека могли заполняться искусственно и использоваться для контрзатопления, вмещая суммарно до 492,5 тонн воды. Также затапливаться могли цистерны авиабензина — 176,78 тонн и три цистерны мазута на 118,99 тонн.

### Энергетическая установка
На крейсерах была установлена четырёхвальная паротурбинная установка мощностью 100 000 л. с. (73,55 МВт), разработанная пятой секцией Морского технического департамента (Кансэй Хомбу, сокращённо—Кампон) специально для них. По проекту она должна была обеспечивать максимальную скорость хода 35 узлов при 360 об/мин. Общая масса энергетической установки (вместе с топливом и водой при нормальном водоизмещении) — 1829 тонн, удельная мощность — 54,7 л. с. /тонна.
Крейсера имел четыре турбозубчатых агрегата мощностью по 25 000 л. с. (18,387 МВт) при 360 об/мин, размещавшихся в трёх машинных отделениях (передняя пара в одном, задняя в двух), разделённых продольной и поперечной переборками, общей длиной 30,8 м. Каждый из агрегатов включал в себя турбины высокого (8400 л. с. при 3644 об/мин), среднего (8350 л. с. при 3395 об/мин) и низкого давления (8250 л. с. при 2334 об/мин). Все входившие в состав агрегата турбины были однопоточными. Через редуктор с геликоидной передачей (одна центральная шестерня и три ведущие шестерни от турбин, передаточные числа 10,12, 9,43, 6,48) они вращали вал гребного винта. Передняя пара ТЗА работала на внешние валы, задняя пара — на внутренние. Общий вес ТЗА — 162 тонны, редукторов — 112 тонн, всего 274 тонны (удельная мощность 365 л. с. /тонна).
В корпусах турбин низкого давления (ТНД) находились турбины заднего хода общей мощностью 25 000 л. с. (по 6250 л. с. при 1498 об/мин каждая), вращающие винты в направлении, обратном к вращению винтов при переднем ходе. Для экономичного хода имелись две крейсерские турбины (6320 об/мин) — по одной в составе передних ТЗА. Через свою ведущую шестерню (передаточное число 4,03) каждая из них соединялась с редуктором агрегата, вращая вал. Отработанный пар с турбины крейсерского хода (ТКХ) поступал на ТВД и далее на ТСД и ТНД, вместе они выдавали на валу 4250 л. с. (8500 суммарно) при 150 об/мин, что было эквивалентно скорости в 18 узлов. На полном ходу ТКХ отсоединялись от редукторов, и пар поступал прямо на первую ступень ТВД.
Отработанный пар собирался в четырёх однопоточных конденсаторах типа «Унифлюкс» (по одному рядом с каждой ТНД), с общей охлаждаемой площадью в 3451,8 м². Каждый из конденсаторов оснащался двумя пароструйными насосами, двумя пароэжекторными охладителями, одним подогревателем питательной воды и одной главной циркуляционной помпой с приводом от турбины. Также устанавливались два охладителя дренажных конденсатов с помпами и две опреснительные установки (на 96 тонн воды в день каждая) — в передних машинных отделениях, по одному устройству на каждое. Каждое из машинных отделений имело также шесть нагнетательных и шесть вытяжных вентилятора (по два диаметром 745 и 795 мм, производительность 9 и 11 м³ в секунду соответственно, и по одному диаметром 945 и 995 мм на 16 и 19 м³ в секунду соответственно), два топливоперекачивающих насоса (по 30 м³ в час), две пожарные и трюмные помпы (по 30 и 60 м³ в час в разных режимах), четыре маслоохладителя и восемь масляных насосов системы принудительной смазки.
Па́ром турбозубчатые агрегаты питали шесть трёхбарабанных водотрубных котлов типа «Кампон Ро Го» с нефтяным отоплением, с пароперегревателями и предварительным подогревом воздуха. Рабочее давление перегретого пара — 30,0 кгс/см² при температуре 350 °C. Общая площадь нагревательной поверхности каждого котла составляла 889 м² (в том числе парогенерирующих трубок — 737 м² и пароперегревателя — 152 м²), объём топки — 36,2 м³. Шесть котлов размещались в пяти котельных отделениях (длина 9,8 м), в свою очередь располагавшихся линейно попарно (общая длина КО 29,4 м). Котлы № 1 и 2 находились вместе в отделении № 1, остальные — по одному на отделение. Пар с котлов мог подаваться только на определённые ТЗА, а не любые, из-за расположения паровых магистралей. Котлы правого борта питали переднюю пару ТЗА (котлы № 1 и 3 — передний правый ТЗА, котёл № 5 — передний левый ТЗА), а левого борта — заднюю пару (котлы № 4 и 6 — задний левый ТЗА, котёл № 2 — задний правый ТЗА). В каждом из котельных отделений были установлены два вертикальных вентилятора (диаметр 945 мм, производительность 19 м³ в секунду), главный и вспомогательный насосы питательной воды, водоподогреватель, топливный насос, топливоподогреватель, масляный насос, насос охлаждающей воды и маслоохладитель. В сдвоенном котельном отделении № 1 все перечисленные агрегаты были установлены в двойном количестве, кроме вспомогательного насоса питательной воды — одного на два котла. Также имелись две электрические пожарные и трюмные помпы (по 30 и 60 м³ в час в разных режимах), установленные в котельных отделениях № 1 и 5. Продукты сгорания выводились через дымоходы в общую для всех котлов дымовую трубу.
Крейсера имел четыре трёхлопастных гребных винта диаметром по 3,3 м и с шагом 3,85 м, с максимальной частотой оборотов в 360 в минуту. Площадь развёртки лопасти составляла 6,84 м², а её проектированная площадь — 5,94 м². Площадь балансирного руля — 17,34 м². Максимальный запас мазута составлял 1405,4 тонны (по исходному проекту — 1420 тонн), он размещался в 56 топливных цистернах суммарным объёмом 1566 м³ (17 в носовой части, 13 в кормовой, 26 по бортам). Проектная дальность плавания составляла 6000 морских миль 18-уловым ходом. Фактически на испытаниях «Агано» 21 октября 1942 года была получена расчётная дальность 6178 морских миль при скорости 18,44 узла и водоизмещении 7800 тонн. Расчётная дальность при полной мощности машин по итогам испытаний «Яхаги» 24 ноября 1943 года составила 1160 морских миль при скорости 35,17 узлов и водоизмещении 7934 тонн.
| Результаты ходовых испытаний крейсеров | Результаты ходовых испытаний крейсеров | Результаты ходовых испытаний крейсеров | Результаты ходовых испытаний крейсеров | Результаты ходовых испытаний крейсеров | Результаты ходовых испытаний крейсеров |
|                                        | Дата                                   | Место проведения                       | Водоизмещение, тонн                    | Мощность силовой установки, л. с.      | Скорость, узлов                        |
| -------------------------------------- | -------------------------------------- | -------------------------------------- | -------------------------------------- | -------------------------------------- | -------------------------------------- |
| «Агано»                                | 21 октября 1942 года                   | Район Сасэбо                           | 7839                                   | 101 300                                | 35,45                                  |
| «Яхаги»                                | 24 ноября 1943 года                    | Район Сасэбо                           | 7734                                   | 101 100                                | 35,17                                  |

Все четыре крейсера проходили комплекс ходовых испытаний, из них «Агано», «Яхаги» и «Сакава» в районе Сасэбо, а «Носиро» в Токийском заливе. Но только по испытаниям «Агано» и «Яхаги» сохранились данные. Помимо скорости и дальности, на них определялась и маневренность корабля: так, 21 октября 1942 года «Агано» на скорости 34 узла при перекладке руля на 34° на правый борт продемонстрировал тактический диаметр циркуляции 4,35 (752 м) и выдвиг — 3,77 длин корабля по ватерлинии, при перекладке руля на 36° на левый борт — 4,10 (705 м) и 3,63 соответственно.
Электроэнергетическая система крейсера включала три турбогенератора по 400 КВт и два дизель-генератора по 270 КВт (суммарно 1740 КВт), вырабатывавших постоянный ток с напряжением 440 В. Они находились в генераторных отсеках, расположенных за пределами машинных отделений, но прикрывались броневым поясом. Передняя их группа находилась под трюмной палубе перед котельным отделением № 1 (турбогенератор № 1 с правого борта, № 2 с левого). Вторая была размещена на нижней палубе за машинными отделениями, включая оба дизель-генератора с левого борта и турбогенератор № 3 с правого.

### Вооружение

#### Артиллерийское
Главный калибр крейсеров включал шесть 152-мм орудий тип 41 в трёх двухорудийных установках. Эта артсистема была создана британской компанией «Виккерс» и официально принята на вооружение японского флота 15 июня 1912 года. Исходно её несли в казематах линкоры типов «Конго» («Конго», «Хиэй», «Харуна» и «Кирисима») и «Фусо» («Фусо» и «Ямасиро»), из них «Конго» имел орудия британского производства (Mk II), а все остальные лицензионные японские (Mk III). В ходе межвоенных модернизаций линкоров часть 152-мм пушек была снята и оказалась на складах, а позже была использована для вооружения крейсеров B. Орудие имело длину ствола в 50 калибров, начальную скорость 850 м/с и максимальную скорострельность 10 выстрелов в минуту (эффективную — 6 в минуту). Оно оснащалось поршневым затвором, ствол имел скреплённую из трёх цилиндров конструкцию, общая его масса составляла 8,36 тонн.
Спаренные палубно-башенные 152-мм артиллерийские установки были разработаны под руководством инженера Тиёкити Хата специально для крейсеров типа «Агано», производство их в Арсенале Сасэбо велось под наблюдением капитана 1-го ранга Сукэёси Ясиро. На крейсерах они располагались по линейно-возвышенной схеме (две в носовой части, одна в кормовой), с секторами обстрела по 150° в каждую сторону от диаметральной плоскости. Установка в длину была 6,5 м, в ширину 4,55 м, в высоту 2,25 м, имела диаметр погона 4,2 м и круговое бронирование из стальных листов толщиной в 19 мм. Общая масса её составляла 72 тонны — для сравнения, прототип с двумя 155-мм орудиями весил 106 тонн, и в результате его сочли слишком тяжёлым. В боевом отделении располагались казённые части орудий и их лафеты, оборудованные гидравлическими цилиндрами отката и пневматическими накатниками. Расстояние между стволами составляло 1,50 м. Установка имела электрогидравлическое наведение: электродвигатель мощностью в 50 л. с. приводил в действие гидравлические приводы, обеспечивавшие её вращение (до 6° в секунду), подъём и опускание орудий (через червячную передачу, до 10° в секунду), а также работу элеваторов. В случае необходимости поворот её мог осуществляться через ручной привод двумя матросами. Устройство подачи было очень схоже с 203-мм палубно-башенными установками типа A тяжёлых крейсеров типа «Фурутака», также предусматривая отсутствие прямого доступа из погребов к орудиям и высокую долю ручного труда. Погреба снарядов располагались под броневой нижней палубой, а погреба зарядов под трюмной, под соответствующими установками (кроме погребов первой 152-мм установки, располагавшихся скорее ближе ко второй). И 45,36-кг снаряды, и 12,76-кг заряды подавались из погребов по одним и тем же ковшовым элеваторам. Для установок № 1 и № 2 их было предусмотрено два, для № 3 — только один. Затем через огнезащитные двери боеприпасы вручную переносили в перегрузочное отделении диаметром 4,2 м и высотой 1,9 м (неподвижное, в отличие от самих установок). Снаряды далее подавались толкающими элеваторами, по одному на орудие, соединёнными с вращающейся частью установки. Заряды же доставлялись наверх вручную. Заряжание орудий было ручным, включая и установку взрывателей, для чего рядом с зарядными лотками имелись индикатор требуемой задержки и механизм для ввода её в снаряды. Максимальный угол возвышения установок составлял 55°, с предельной дальностью стрельбы (при угле возвышения в 45°) в 21 км и досягаемостью по высоте 8 км. Установка создавалась как универсальная, с возможность стрельбы и по наземным, и по воздушным целям, однако для последнего у неё была недостаточная эффективная скорострельность.
На крейсерах использовались 152-мм снаряды четырёх типов: полубронебойный снаряд № 4 (с донным взрывателем тип 13 № 1), нёсший 2,656 кг тринитрофенола; снаряд «общего назначения» тип 0 (с головным дистанционным взрывателем тип 91 или тип 0), нёсший 2,88 кг тринитрофенола и имевший радиус поражения воздушных целей 19,4 м, осветительный и практический снаряды. Штатный боекомплект 152-мм орудий составлял 990 снарядов, или 165 на ствол.
Система управления огнём главного калибра включала в себя визир центральной наводки (ВЦН) тип 94 в КДП на вершине носовой надстройки, центральный автомат стрельбы (ЦАС) тип 94 в центральном артиллерийском посту (ЦАП) и два дальномера тип 14 с 6-метровой базой — на шестом ярусе носовой надстройки и на крыше 152-мм установки № 2. Аналогичные ВЦН и ЦАС ставились на крейсер «Оёдо» для управления огнём 155-мм орудий главного калибра и на линкоры — для управления огнём среднего калибра из 140-мм, 152-мм и 155-мм орудий. ВЦН на присутствовал типе «Агано» в одном экземпляре, никакого резервного КДП на кормовой надстройке, как на предшествующих крейсерах A и B, не было.
Находившийся на типе «Агано» на вершине носовой надстройке ВЦН тип 94 был оборудован во вращающейся на 360° башенке, оснащался обычным и зенитным 12-см бинокулярами. С него на вычислитель передавались данные об дистанции, пеленге, курсе и скорости цели. Аналогичные данные передавались туда же с 6-метровых дальномеров, а позже и с РЛС ОНЦ. На ЦАС тип 94 в ЦАП (длина 0,8 м, ширина 0,6 м, высота 0,9 м, масса 6,25 тонн) на основе этих данных рассчитывали полный угол вертикального склонения и углы горизонтальной наводки, передававшиеся на 152-мм установки (в отличие от ЦАС тип 92 на крейсерах A и B, где они передавались на ВЦН). При этом делались поправки на параллакс (поскольку в ВЦН такого механизма не было), поперечный уровень, понижение горизонта, ветер, угол сноса, скорости корабля и цели, а также собственный курс, выдававшийся гирокомпасом. Залпы уже развёрнутых в требуемое положение 152-мм установок производились командиром артиллерийской БЧ по принципу совмещения стрелок.
Среднекалиберная зенитная артиллерия корабля была представлена четырьмя 76,2-мм орудиями тип 98 в двух спаренных палубных установках, расположенных по бортам между носовой надстройкой и дымовой трубой. Орудие было спроектировано в 1938 году под руководством инженера Тиёкити Хата, как уменьшенная версия 100-мм орудия тип 98 специально для типа «Агано», его серийное производство велось в Арсенале Курэ, а производство палубных установок — в Арсенале Сасэбо. Установки с 100-мм орудиями тип 98 и 120-мм тип 10 были сочтены для типа «Агано» слишком тяжёлыми, а со старыми 76-мм тип 3 — не обеспечивающими достаточной огневой производительности. При длине ствола 60 калибров новое 76-мм орудие имело начальную скорость 900 м/с и максимальную скорострельность 25 выстрелов в минуту, максимальная дальность стрельбы достигала 13,6 км, а досягаемость по высоте — 9,1 км. Применяемая спаренная установка типа A массой 14 тонн приводилась в действие гидравлическими приводами, работавшими от 5-сильного электродвигателя, максимальная скорость наведения была 18°/сек, а подъёма орудий — 16°/сек. Штатный боекомплект 76-мм орудий состоял из 1000 унитарных выстрелов, по 250 на ствол. 11,90-кг латунные выстрелы включали в себя 3,91-кг заряды и 5,99-кг снаряды одного типа — фугасные тип 98 (с головным дистанционным взрывателем тип 98), нёсшие 0,31 кг тринитротолуола и имевший радиус поражения воздушных целей 13,6 м. Подача их из погребов (расположены на трюмной палубе под броневой нижней) до верхней палубы производилась двумя ковшовыми элеваторами. Оттуда они вручную переносились до установок и складировались в кранцах. Заряжание производилось с помощью полуавтоматических досылателей на всех углах возвышения, установки взрывателя вводились в ходе него автоматически отдельным устройством.
Для управления огнём 76-мм орудий использовались два комплекса СУАЗО тип 94, установленные в постах управления в башенках (максимальная скорость вращения 25°/сек) с стереодальномером тип 94 с 4,5-метровой базой и четырьмя 8-см бинокулярами каждая. Оба поста по проекту располагались по бортам за дымовой трубой, и именно в таком виде «Агано» и «Носиро» вступили в строй. Однако в связи с усилением МЗА на «Яхаги» и «Сакава» башенки сдвинули сильно вперёд, а их исходные места заняли строенные 25-мм автоматы. Находившийся на посту на первом ярусе носовой надстройки счётно-решающий прибор тип 94 на основе данных с СУАЗО рассчитывал установки дистанционных взрывателей и углы горизонтальной и вертикальной наводки, передавая их затем на орудийные установки.
Малокалиберная зенитная артиллерия по исходному проекту была представлена двумя строенными 25-мм автоматами тип 96 (всего 6 стволов) и двумя спаренными 13,2-мм пулемётами тип 93 (всего 4 ствола). 25-мм автоматы располагались в передней части носовой надстройки на втором её ярусе, 13,2-мм пулемёты — у основания грот-мачты. «Агано» и «Носиро» вступили в строй именно в таком виде, однако на последующих единицах МЗА была усилена ещё в процессе постройке. «Яхаги» в декабре 1943 года был передан флоту с двумя строенными и четырьмя спаренными 25-мм автоматами (всего 14 стволов), а «Сакава» в ноябре 1944 уже с десятью строенными и восемнадцатью одиночными автоматами (всего 48 стволов). Боеприпасы к МЗА хранились в погребах на трюмной палубе в носовой части (25-мм снаряды по левому борту, 13,2-мм патроны по правому), под прикрытием броневой нижней палубы. Оттуда они подавались элеватором до уровня средней палубы и далее переносились вручную до каждой из групп установок, складируясь рядом с ними в кранцах. Штатный боекомплект по проекту составлял 12 000 25-мм снарядов и 10 000 13,2-мм патронов (2000 и 2500 на ствол соответственно). При усилении МЗА были расширены и погреба 25-мм автоматов, их боекомплект в 1944 году составлял уже 2500 снарядов на ствол. Дополнительно на борту имелись четыре 6,5-мм лёгких ручных пулемёта тип 11. Боекомплект их из 24 000 патронов (6000 на ствол) хранился в отсеке в корме, рядом с погребом 152-мм установки № 3.
Для управления огнём зенитных автоматов по проекту предусматривалась одна визирная колонка тип 95 в закрытой башенке высотой 1,8 м и диаметром 2,0 м с стереодальномером тип 97 с 2-м базой. Она находилась перед 25-мм автоматами на первом ярусе носовой надстройки. Скорость горизонтального наведения визирной колонки с помощью штатного электродвигателя составляла 18°/сек, вертикального — 12°/сек, при вращении вручную они уменьшались до 13° и 9° соответственно. Максимальная дальность цели для неё составляла 3800 м, максимальная скорость — исходно 380 км/ч, перед войной была повышена до 500 км/ч, в ходе войны — последовательно до 700, 800 и 900 км/ч. Несмотря на кратное увеличение количества 25-мм автоматов в годы войны, все четыре корабля вступили в строй именно в таком виде, с единственной визирной колонкой.
Крейсера несли три 110-см боевых прожектора тип 96 модель 1, два из которых находились на площадках перед дымовой трубой побортно и ещё один — за грот-мачтой. Наведение и поиск с их помощью производились дистанционно с четырёх манипуляторных колонок тип 96, расположенных по бокам третьего и четвёртого ярусов носовой надстройки. Помимо боевых прожекторов, также имелись два 40-см и два 20-см сигнальных прожектора. Они располагались в задней части четвёртого яруса надстройки. На третьем ярусе надстройки на «Сакава» изначально и на «Носиро» и «Яхаги» при модернизациях были установлены два комплекта инфракрасной связи тип 2 с 12-см бинокулярами. Два 2-КВ сигнальных огня располагались на верхушках фок-мачты и грот-мачты. Два навигационных дальномера тип 96 с 1,5-метровой базой были размещены на КП ПВО и на кормовой надстройке за грот-мачтой. Из трёх наблюдательных постов тип 13 два было оборудовано в передней части третьего яруса носовой надстройки и один — на кормовой надстройке.

#### Торпедное и противолодочное
Крейсера несли два счетверённых 610-мм торпедных аппарата тип 92 модель 4 на верхней палубе в центральной части корпуса, под платформой для размещения гидросамолёта. Каждый аппарат оснащался щитом для защиты от брызг и имел массу в 18,3 тонн. Он мог разворачиваться на 360 ° с помощью 10-сильного пневматического двигателя (600 об/миг) за 25,2 секунд, а при необходимости — вручную через два маховика примерно за две минуты. Была предусмотрена система быстрой механизированной перезарядки аппаратов, включавшая ролики с пропущенными под ними замкнутыми тросами, по которым торпеды перемещались с помощью 10-сильного пневматического двигателя, в крайнем случае — вручную. Перезарядка могла быть выполнена за 3–5 минут, но обычно занимала много большее время, до 20–30 минут. Боекомплект состоял из шестнадцати 610-мм торпед, из которых восемь хранились в торпедных аппаратах, а ещё восемь — в защитных стеллажах на роликах системы быстрой перезарядки. Использовались кислородные торпеды тип 93 модель 1, которые при длине 9 м и стартовой массе 2,7 тонны несли 490 кг состава тип 97 (70 % тринитроанизола и 30 % гексанитродифениламина) и могли пройти 40 000 м на 36 узлах, 32 000 на 40 и 20 000 на 48. Аппараты имели комбинированную систему стрельбы — штатно сжатым воздухом, в случае необходимости с помощью 600-граммовых пороховых зарядов. Боевые зарядные отделения торпед хранились отдельно на трюмной палубе в носовой части, за погребом 152-мм установки № 2. Под верхней палубой рядом с аппаратами размещались два компрессора «специального воздуха» (кислорода) типа «Ю» и два воздушных компрессора тип Кампон модель 3.
Для управления торпедной стрельбой по проекту предусматривался сходный с крейсерами A состав приборов, за исключением отсутствия визира слежения за целью: два торпедных визира тип 91 модель 3 и два прибора управления торпедной стрельбой тип 92 модель 2 в носовой надстройке, торпедный автомат стрельбы под ней. Однако в процессе строительства крейсеров типа «Агано» стало доступны более совершенные приборы, и в строй они вступили с иным составом оборудования. Два прибора управления торпедной стрельбой тип 1 модель 1 с 18-см бинокулярами располагались на платформах в передней части четвёртого яруса носовой надстройки, два визира тип 97 модель 1 с 12-см бинокулярами — на боковых платформах в задней его части. Третий прибор управления торпедной стрельбой, тип 92 модель 2, был размещён в передней части пятого яруса надстройки. Счётно-решающий прибор (торпедный автомат стрельбы) тип 93, рассчитывающий гироскопический угол и упреждённую дальность, находился на посту управления торпедной стрельбой на нижней палубе под носовой надстройкой.
Для борьбы с подводными лодками по проекту крейсера типа «Агано» имели один бомбосбрасыватель у ахтерштевня. Фактически же они все вступили в строй, имея уже два бомбосбрасывателя — также в кормовой оконечности, по бортам. Штатный боекомплект состоял из 18 160-кг цилиндрических глубинных бомб, также на борт могли загружаться три мины тип 88. Использовались глубинные бомбы тип 95, с выставляемой глубиной подрыва 30, 60 и 90 м. В 1943—1944 годах их заменили на бомбы тип 2, имевшие дополнительно увеличенные глубины подрыва — 120 и 150 м. Базовые версии глубинных бомб тип 95 и тип 2 снаряжались 100 кг состава тип 88 (смесь перхлората аммония и ферросиликата), модификация 1 — 150 кг состава тип 97, модификация 2 — 110 кг бездымного пороха тип 1 № 2. Глубинные бомбы хранились в кормовой части на трюмной палубе, рядом с погребом авиабомб, и подавались по тому же элеватору.
Обнаружение подводных целей по проекту должно было производиться с помощью пассивного гидрофона тип 93 модель 2 и активного гидролокатора (сонара) тип 93 модель 3. Первый прибор был принят на вооружение 11 апреля 1935 года, первоначально предназначаясь для подводных лодок, имел массу в 1 тонну, по принципу действия он мог только указывать направление на цель, но на бо́льшей дальности, чем сонар, и при более высокой скорости корабля. На типе «Агано» его 16 микрофонов располагались эллипсом по обеим сторонам киля в носовой части между 17 и 23 шпангоутами, сам гидрофон находился рядом в отсеке под трюмной палубой, данные с него поступали на индикатор с репитером для пеленгования на мостике. Второй прибор был усовершенствованной версией гидролокатора тип 93 модель 1, разработанного исходно для подводных лодок в 1933 году, серийно производился с апреля 1942 года, его получили первые три крейсера. При массе в 2 тонны он имел кварцевый излучатель с частотой 17,5 КГц и мощностью импульса 2 КВт, с погрешностью определения направления в 3°. На четвёртом крейсере, «Сакава», был установлен более совершенный гидролокатор тип 3 модель 1, разработанный при немецкой помощи и по образцу немецкого гидролокатора «С-Герат». При массе в 4,5 тонны имел два отдельных магнитных стрикционных излучателя с частотами 14,5 и 13,5 КГц и мощностью импульса 2,5 КВт, гетеродинный приёмник, погрешность определения направления улучшилась до 2°. В обеих случаях гидролокатор располагался в отсеке на трюмной палубе между 56 и 59 шпангоутами.
Противоминное оборудование включало в себя два тральных буя модель 1 модификации 1 и два комплекта малых минных тралов. Все четыре крейсера изначально были укомплектованы размагничивающей обмоткой.

#### Радиотехническое
Головной представитель типа вступил в строй без радиолокационных станций (РЛС) на борту, в соответствии с исходным проектом. Однако уже в ходе первой военной модернизации в июне 1943 «Агано» получил станцию обнаружения воздушный целей (РЛС ОВЦ) № 21, последующие «Носиро» и «Яхаги» несли её изначально. Данный радиолокатор работал на длине волны 1,5 метра, имел пиковую мощность 5 КВт и максимальную дальность обнаружения целей до 150 км (одиночных самолётов — до 70 км), с точностью определения расстояния 1-2 км и разрешением 2 км, точность определения направления была 5—8°, с разрешением 20°. На крейсерах типа «Агано» оборудование этой станции (массой 840 кг) размещалось внутри КДП (радарный пост № 1), её приёмно-передающая решётчатая антенна модели A4 была установлена в передней части КДП и могла вращаться вокруг него по направляющим почти на 360°.
В июле 1944 года на «Носиро» и «Яхаги» дополнительно были установлены РЛС ОВЦ № 13 и РЛС обнаружения надводных целей (ОНЦ) № 22 модель 4. Вступивший в строй в ноябре того же года «Сакава» получил их изначально. РЛС ОНЦ № 22 работала на длине волны 1 сантиметр, имела пиковую мощность 2 КВт и максимальную дальность обнаружения целей до 60 км (линкора с 35 км, эсминца с 17 км), с точностью определения расстояния 250—500 м и разрешением 1,5 км, точность определения направления была 3°, с разрешением 40°. Оборудование РЛС (массой 1320 кг) было размещено в бывшей кладовой штурманских карт на первом ярусе носовой надстройки (радарный пост № 2), её приёмная и передающая рупорные антенны диаметром по 40 см находились на платформах по обеих бортам КП ПВО. На «Носиро» и «Яхаги» в период пребывания в Линге станция № 22 модель 4 была модернизирована с заменой автодинного приёмника на супергетеродинный и установкой антенн с увеличенным до 80 см диаметром, на «Сакава» эта модернизированная версия, известная как № 22 модель 4S, имелась изначально. Точность определения дальности при этом улучшилась до ±100 м, направления до ±2°, в результате чего она могла использоваться для управления огнём, дальность обнаружения же снизилась (линкора с 25 км, крейсера с 12 км, эсминца с 10 км). РЛС ОВЦ № 13 работала на длине волны 2 метра, имела пиковую мощность 10 КВт и максимальную дальность обнаружения целей до 150 км (одиночных самолётов — до 50 км), с точностью определения расстояния 2-3 км и разрешением 3 км, точность определения направления была 10°, с разрешением 60°. Оборудование станции (массой 110 кг) располагалась в специально для этого сделанном помещении за вторым ярусом носовой надстройки (радарный пост № 3), её «лестничная» приёмо-передающая антенна — в задней части фок-мачты.
«Сакава» изначально, а «Носиро» и «Яхаги» с февраля—марта 1944 года несли станции радиотехнической разведки E-27 (метрового диапазона, длина волны 0,75—4 метра) и модель 3 (сантиметрового, длина волны 3—75 сантиметров), предназначенные для обнаружения работы РЛС противника. Их оборудование располагалось на радарных постах, антенны — на носовой надстройке и фок-мачте.
Крейсера имели развитое радиооборудование в силу необходимости поддержания связи и со штабом флота, и с вверенными им эсминцами. Для радиосвязи по телеграфному ключу по проекту использовались 9 передатчиков (1 ДВ-диапазона тип 92 № 4 модификации 1, 1 ДВ-КВ тип 92 № 4 модификации 1, 1 СВ опытный тип 2 № 5 модификации 1, 1 СВ тип 97 № 3, 1 ДВ-КВ тип 91 № 4 модификации 1, 1 КВ тип 95 № 3 модификации 1, 1 КВ тип 95 № 4 модификации 1 и 2 КВ тип 95 № 5 модификации 1) и 17 приёмников (14 ДВ-КВ-диапазона тип 92 модификации 4 и 3 КВ тип 97). Они располагались в двух передающих (под носовой надстройкой, № 1 на средней палубе, № 2 на нижней) и двух принимающих (№ 1 в первом ярусе носовой надстройки, № 2 на трюмной палубе по правому борту от ЦАП) постах. Для радиотелефонной связи имелось 6 передатчиков (2 ДВ-диапазона тип 90 модификации 4, 2 СВ № 2 модификации 2, 2 УКВ тип 93 на 50 Вт) и 5 приёмников (3 СВ-КВ тип 92 модификации 4 и 2 тип 93), расположенных на трёх постах: № 1 рядом с радиотелеграфным постом № 1 в первом ярусе носовой надстройки, № 2 в кормовой надстройке и № 3 на втором ярусе носовой надстройки.
На борту также имелся радиопеленгатор тип 93 № 1, работающий в диапазоне частот 30-1000 КГц. Его антенна из скрещенных рамок находилась за КДП, радиопеленгаторный пост — в задней части второго яруса надстройки по правому борту.

#### Авиационное
Крейсера типа «Агано» были спроектированы как носители двух разведывательных гидросамолётов. Один из них размещался на стреле катапульты, другой — на платформе над торпедными аппаратами. Для погрузки гидросамолётов на борт на грот-мачте была установлена 15-метровая грузовая стрела грузоподъёмностью до 6,5 тонн. Погреб авиабомб находился в корме под броневой нижней палубой рядом с погребами третьей 152-мм установки, подача из него до уровня средней палубы производилась по элеватору, а оттуда ещё по одному элеватору до уровня верхней палубы. Хранившийся там боекомплект включал двадцать 60-кг бомб № 6. Три цистерны с топливом находились в корме под трюмной палубой между 153 и 160 шпангоутами и имели общую вместимость 30 340 литров авиабензина, или 21,93 тонн. Запуск гидросамолётов производился с установленной в центральной части корпуса пороховой катапульты тип 1 № 2 модель 11 длиной 25,6 м, спроектированной и принятой на вооружение в 1941 году. Она обеспечивала самолёту массой до 5 тонн взлётную скорость в 32 м/с, придавая ускорение в 2,7 g, могла разворачиваться для запуска в пределах 110° на каждый борт. В данном виде вошли в строй «Агано» и «Носиро», на «Яхаги» и «Сакава» устанавливалась более простая 19,4-метровая пороховая катапульта арсенала Курэ тип № 2 модель 5, ранее использовавшаяся на крейсерах A после предвоенных модернизаций. Она разгоняла 4-тонный гидросамолёт до взлётной скорости 27 м/с, придавая ускорение в 2,7 g.
По исходному проекту авиагруппа должна была включать один трёхместный гидросамолёт тип 0 (Айти E13A1) и один скоростной двухместный гидросамолёт. Разработка последней машины согласно спецификациям 14-Си была начата компанией «Каваниси» в июле 1939 года. Эта машина должна была базироваться как крейсерах B № 132—135 (по одному на корабль), так и на крейсерах C № 136 и 137 (тип «Оёдо», по шесть на корабль), иметь максимальную скорость полёта 518,5 км/ч (280 узлов) и максимальную дальность 3700 км (2000 морских миль) на 370 км/ч (200 узлах). Первый полёт прототипа с внутрифирменным обозначением K-10 состоялся 5 декабря 1941 года. Этот гидросамолёт имел одиночный центральный поплавок (при необходимости сбрасывающийся) и складывающиеся малые поплавки на крыльях — которые стали в итоге главным источником проблем. 7 октября 1942 года после доводки прототип был передан флоту (временное обозначение флота — скоростной разведывательный гидросамолёт тип 2), к весне 1943 летала уже вся опытная партия из шести машин. 10 августа 1943 года, несмотря на многочисленные недостатки и аварии в ходе испытаний, K-10 был запущен в серийное производство под официальным обозначением «Сиун» модель 11 (Каваниси E15K1). До прекращения выпуска в феврале 1944 года было изготовлено 9 серийных машин. Помимо исходных проблем, причинами этого стали низкая скорость «Сиуна» с поплавком, его слабое вооружение, отсутствие броневой защиты и протектированных топливных баков. Корабли эти гидросамолёты так никогда и не получили. Фактически на всех четырёх крейсерах типа «Агано» всю войну базировались два трёхместных гидросамолёта тип 0 (E13A1), только «Агано» в декабре 1942 года на учениях в районе Трука временно нёс один E13A1 и один ночной разведывательный гидросамолёт тип 98 (Айти E11A1).

### Экипаж и условия обитаемости
По исходному проекту экипаж каждого из крейсеров должен был состоять из 700 человек — 51 офицера (29 собственно офицеров, 10 офицеров специальной службы и 12 мичманов) и 649 матросов и старшин. Дополнительно на борту должен был находиться также штаб ЭЭМ из 26 человек — 6 офицеров и 20 матросов. Фактически же экипажи росли по мере усиления МЗА и установки радиолокационного оборудования. На вошедшем в строй последним «Сакава» он включал уже 805 человек — 55 из числа командного состава (31 офицер, 10 офицеров специальной службы, 14 мичманов) и 750 матросов и старшин. Штаб ЭЭМ на нём состоял из 19 человек — 3 офицеров и 16 матросов.
Каюты офицеров корабля и штаба ЭЭМ располагались в носовой части на средней палубе, две многоместные каюты мичманов — в её кормовой части, за барбетом третьей башни ГК, а одна многоместная каюта старшин — там же, перед барбетом по левому борту. Из девяти кубриков матросов № 1-5 находились в кормовой части на средней палубе (причём № 1 и № 2 — над машинными отделениями), № 6 и 7 на нижней палубе перед отсеками КМУ, а № 8 и № 9 — за ними. Кают-компании № 1 и № 2 располагались на средней палубе в носовой части по правому борту, рядом с офицерскими каютами. В центральной части средней палубы по правому борту были размещены кают-компания № 3 и раздельные (для командного и рядового состава) камбузы, по левому — также раздельные бани и гальюны. Дополнительно матросский гальюн имелся в кормовой надстройке перед грот-мачтой.
Раздельный корабельный лазарет находился на средней палубе в кормовой части, по левому борту от кубрика № 2. Крейсера располагали двумя морозильными камерами для мяса, рыбы и овощей на нижней палубе, из них передняя была в самом носу, а задняя в корме, между кубриками № 8 и № 9. Продуктовые кладовые (в том числе риса, пшеницы, маринадов) находились в носовой и кормовой оконечностях.
По исходному проекту иллюминаторы для естественных вентиляции и освещения имелись в жилых помещениях и на средней, и на нижней палубах, и присутствовали на «Агано» и «Носиро» после вступления в строй. На «Носиро» в ходе первой военной модернизации были заварены все иллюминаторы нижней палубы и часть — средней, «Агано» сохранил их вплоть до гибели. «Яхаги» и «Сакава» вошли в строй, имея лишь несколько иллюминаторов на средней палубе и не имея их на нижней вовсе. Искусственная вентиляция помещений по соседству с отсеками КМУ обеспечивалась 85 центробежными вентиляторами с электрическим приводом, общей мощностью 114 л. с..

## Строительство
Заказы на все четыре крейсера бюджетной стоимостью по 26,4 млн иен (из них 8 332 889 иен на корпус, 7 042 628 на энергетическую установку, 10 604 555 на вооружение, 419 928 на административные расходы) выдавались в рамках Четвёртой программы пополнения флота, принятой в марте 1939 года. По исходным планам крейсера B № 132 и 134 должен был строить Арсенал флота в Курэ, № 133 — Арсенал флота в Йокосуке и № 135 — верфь «Мицубиси» в Нагасаки. Однако из-за загрузки этих верфей строительством более крупных кораблей заказы № 132, 134 и 135 были переданы Арсеналу флота в Сасэбо, специализирующемуся на строительстве эскадренных миноносцев, только № 133 строился в Йокосуке, как исходно и планировалось.
Головной крейсер № 132 был заложен в Сасэбо 18 июня 1940, и 20 сентября 1941 года получил имя «Агано» в честь реки в северной части префектуры Ниигата. № 133 был заложен в Йокосуке 4 сентября 1941 и 15 мая 1942 года получил имя «Носиро» — в честь реки в префектуре Акита. 20 августа 1942 года № 134 получил имя «Яхаги» — по реке в префектуре Айти, а 1 апреля № 135 стал именоваться «Сакава» — по имени реки на восточном склоне горы Фудзи в префектуре Канагава. Все названия использовались впервые, кроме «Яхаги» — ранее так уже назывался бронепалубный крейсер типа «Тикума», введённый в строй в 1912 году и исключённый из списков ЯИФ в 1940 году.
Четыре представителя типа были последовательно введены в строй в октябре 1942, июне и декабре 1943, ноябре 1944 года. «Агано», «Яхаги» и «Сакава» строились друг за другом на одном и том же стапеле Арсенала Сасэбо, с постепенным уменьшением цикла строительства — 28, 25 и 24 месяцев соответственно.
| Название           | Место постройки         | Заложен         | Спущен на воду  | Введён в эксплуатацию | Судьба                                                                             |
| ------------------ | ----------------------- | --------------- | --------------- | --------------------- | ---------------------------------------------------------------------------------- |
| Агано (яп. 阿賀野) | Арсенал флота, Сасэбо   | 18 июня 1940    | 22 октября 1941 | 31 октября 1942       | Потоплен американской подводной лодкой «Скейт» в районе Трука 16 февраля 1944 года |
| Носиро (яп. 能代)  | Арсенал флота, Йокосука | 4 сентября 1941 | 19 июля 1942    | 30 июня 1943          | Потоплен американской авиацией в ходе сражения в заливе Лейте 26 октября 1944 года |
| Яхаги (яп. 矢矧)   | Арсенал флота, Сасэбо   | 11 ноября 1941  | 25 октября 1942 | 29 декабря 1943       | Потоплен американской авиацией на переходе к Окинаве 7 апреля 1945 года            |
| Сакава (яп. 酒匂)  | Арсенал флота, Сасэбо   | 21 ноября 1942  | 9 апреля 1944   | 30 ноября 1944        | Потоплен в качестве цели при ядерных испытаниях в Бикини 2 июля 1946 года          |